# Caetano Furquim
Caetano Furquim é um bairro situado no extremo da região leste de Belo Horizonte, próximo da divisa com a cidade de Sabará.

## História
O nome do bairro faz referência a um importante advogado, banqueiro e empresário brasileiro, Caetano José Furquim de Almeida, nascido em Camanducaia, no Sul de Minas, em 1816.
O bairro surgiu, como outros bairros da região, seguindo os trilhos da estrada de ferro e acompanhando o curso do Ribeirão Arrudas e sua área fazia parte das propriedades da Fazenda de Freitas, que correspondia às áreas atuais dos bairros São Geraldo e Caetano Furquim. No ano de 1902 foi inaugurada a Estação de Freitas, estação de trem que em 1930, recebeu o nome de Caetano Furquim, formando nos arredores da linha férrea, o bairro com este nome.  O mapa cartográfico da cidade de Belo Horizonte do ano de 1932, mostra como o local ainda fazia parte da Fazenda de Freitas. Conforme mapa cartográfico da cidade de Belo Horizonte de 1936, já se observava o traçado do bairro Caetano Furquim, que fazia divisa com a recém criada na época, Villa Mariano de Abreu - esta que viria a constituir alguns anos depois, o bairro São Geraldo.  
Em obra que se iniciou no ano de 2011, foi resolvido um antigo problema existente nos bairros São Geraldo e Caetano Furquim,  que era a questão dos trilhos de trem com passagens de nível. Esse fato causava transtornos como congestionamentos na Avenida Itaituba (ligação do centro da capital com o bairro) e também causava acidentes com trens na antiga "curva do cachorro magro" localizada no bairro. Foi realizada uma obra pela Companhia Vale, que incluiu a transposição dos trilhos, sendo construídos viadutos ferroviários, estes que extinguiram as passagens de nível de ambos os bairros. 